# فورست لي
فورست شياودونغ لي (مواليد 1977 أو 1978) هو رجل أعمال وملياردير سنغافوري. ومؤسس شركة البحر المحدود، وهي شركة تتكون من شركات تابعة مثل غارينا وشوبيي.

## ولادته
وُلد لي في تيانجين بالصين، وهاجر إلى سنغافورة بعد فترة وجيزة من حصوله على شهادة في الهندسة من جامعة شانغهاي جياو تونغ وهو حاصل على ماجستير إدارة الأعمال من كلية ستانفورد للدراسات العليا لإدارة الأعمال.
كانت شركة غارينا الشركة الأولى للي في عام 2009. في ذلك الوقت، كانت الشركة تعمل فقط من متجر واحد قبالة طريق ماكسويل في تانجونج باجار. في مارس 2019، بعد زيادة سعر سهم شركة الإنترنت الاستهلاكية البحر المحدود الخاصة به بنسبة 45٪، ارتفعت صافي ثروة لي إلى أكثر من مليار دولار.
لي من مشجعي كرة القدم. وهو رئيس نادي ليون سيتي سيلورز لكرة القدم وهو نادٍ لكرة القدم في الدوري السنغافوري الممتاز استحوذ عليه في عام 2020.

## الحياة الشخصية
لي متزوج ويعيش في سنغافورة. ظهر لي على غلاف أغسطس 2020 لمجلة فوربس آسيا. وفقًا لمؤشر بلومبرج للمليارديرات، قدرت ثروة لي بـ 19.8 مليار دولار أمريكي اعتبارًا من أغسطس 2021، مما يجعله أغنى شخص في سنغافورة.